# جارهيد 3 : الحصار
جارهيد 3: الحصار (بالإنجليزية: Jarhead 3: The Siege)‏ هو فيلم تم إصداره عام 2016 كتتمة لفيلم جارهيد 2: ميدان النار 2014 

## القصة
يسافر الجندي أولبرايت إلى الأردن في مهمة في السفارة الأمريكية في الأردن يجد اولبرايت صعوبة في الاندماج مع الجنود وتحدث بعض المشاكل مع بعض القادة لاحقا يكتشف أولبرايت ان هناك محاولة للهجوم من قبل شخص يدعى خالد العسيري على السفارة لكن السفير لم يستمع إلى تحذيراته بسبب ان العسيري قد تم قتله في عملية سابقة بعد أيام يتم الهجوم على السفارة واقتحامها ويتحاصر السفير ومجموعة من الموظفين والجنود بالاختباء في الغرفة الامنة لكن هذا الامر لم يدم طويلا بسبب تمكن الارهابيين من الوصول إلى الغرفة الآمنة إلا أن العريف أولبرايت يستطيع إنقاذ السفير وبعض الجنود وموظفين في السفارة ونقلهم إلى خارج السفارة حتى وصول قوات الدعم في هذا الهجوم يقتل الكثير من الجنود بينهم رقيب المدفعية راينز.

## روابط خارجية
- جارهيد 3 : الحصار على موقع IMDb (الإنجليزية)
- جارهيد 3 : الحصار على موقع روتن توميتوز (الإنجليزية)
- جارهيد 3 : الحصار على موقع ألو سيني (الفرنسية)
- جارهيد 3 : الحصار على موقع Turner Classic Movies (الإنجليزية)
- جارهيد 3 : الحصار على موقع فيلمافينيتي (الإسبانية)
- جارهيد 3 : الحصار على موقع قاعدة بيانات الفيلم (الإنجليزية)
- جارهيد 3 : الحصار على موقع ليتربوكسد (الإنجليزية)
- جارهيد 3 : الحصار على موقع كينوبويسك (الروسية)